# A Torre (Santa Baia de Urrós)
A Torre es un lugar situado en la parroquia de Santa Baia de Urrós, del concello de Allariz, en la provincia de Orense, Galicia, España.